# کلرنس ساینورت
سر کلرنس هنری آگوستوس ساینورت (انگلیسی: Sir Clarence Henry Augustus Seignoret؛ زادهٔ ۲۵ فوریه ۱۹۱۹ – درگذشتهٔ ۵ مه ۲۰۰۲) یک سیاست‌مدار اهل دومینیکا بود. وی از ۱۹ دسامبر ۱۹۸۳ تا ۲۵ اکتبر ۱۹۹۳ رئیس‌جمهور این کشور بود.